# Nick Spires
Nicholas James Spires (nacido el 25 de febrero de 1994 en Tunbridge Wells) es un jugador de baloncesto sueco con ascendencia británica que actualmente está sin equipo. Con 2,10 metros de altura puede jugar tanto en la posición de ala-pívot como en la de pívot.

## Trayectoria

### Inicios
Formado en las categorías inferiores del Solna Branten BK sueco, en 2010, con 16 años, fue fichado por el Fútbol Club Barcelona (baloncesto) para su cantera. Jugó las dos primeras temporadas (2010-2012) en su equipo junior, proclamándose campeón del Campeonato de España Junior en ambas ocasiones.

### Profesional

#### Regal F. C. Barcelona B
LEB Plata
Durante la temporada 2011-2012 disputó 5 partidos en la LEB Plata con el segundo equipo del club, el Regal F. C. Barcelona B. En esos 5 partidos tuvo un promedio de 3 puntos y 1,8 rebotes en 10,6 min de media.
Ese mismo año también participó en el Adidas Next Generation con el equipo junior del Fútbol Club Barcelona (baloncesto). Jugó 3 partidos con un promedio de 12,3 puntos, 5,6 rebotes, 1 asistencia, 1,6 robos de balón y 3 tapones en 21,6 min de media.
LEB Oro
Jugó las siguientes dos temporadas (2012-2014) en la LEB Oro con el Regal F. C. Barcelona B.
En la primera temporada (2012-2013), jugó 24 partidos con un promedio de 3,6 puntos (50 % en tiros de 2) y 3,2 rebotes en 14,3 min. Fue el 3º Sub-22 en rebotes ofensivos (30) y en tapones colocados (11).
En la segunda temporada (2013-2014), jugó 25 partidos con un promedio de 6,4 puntos y 5,2 rebotes en 19,5 min. Fue por segunda vez el 3º Sub-22 en tapones colocados (15).
Disputó un total de 49 partidos en la LEB Oro con el filial blaugrana, promediando 5 puntos y 4,2 rebotes en 16,9 min de media.

#### Viten Getafe
El 21 de agosto de 2014, el Baloncesto Fuenlabrada llegó a un acuerdo con el FC Barcelona para la cesión por dos años del pívot sueco, compaginando el filial con el primer equipo.
Hizo la pretemporada con el Baloncesto Fuenlabrada, disputando 28 partidos de liga y 2 de play-offs con el Viten Getafe (equipo vinculado al club fuenlabreño) de la LEB Plata.
Promedió en liga 9,1 puntos (51,5 % en tiros de 2), 5,9 rebotes, 1,1 asistencias y 1,1 tapones en 21,4 min de media, mientras que en play-offs promedió 7 puntos (60 % en tiros de 2) y 3,5 rebotes en 17,3 min de media. Finalizó la temporada como el 5º máximo taponador de la LEB Plata y fue el 3º Sub-22 en rebotes ofensivos (66) y el 1º en tapones colocados (32).

#### Södertälje Kings
El 28 de agosto de 2015, tras desvincularse del Fútbol Club Barcelona (baloncesto) y no cumplir el otro año de cesión que le quedaba en Fuenlabrada, firmó por el campeón sueco, los Södertälje Kings, para la temporada 2015-2016.
Jugó 11 partidos en la FIBA Europe Cup (tercera competición europea) con el conjunto sueco, promediando 7,4 puntos (62,3 % en tiros de campo y 65,3 % en tiros de 2), 4,5 rebotes y 0,9 tapones en 19,8 min de media.

#### Liga ACB
En verano de 2017, regresa a España para jugar en las filas del Río Natura Monbus, donde pasó tres temporadas. Durante la última campaña promedió 1,8 puntos y 2 rebotes por partido en 8 minutos de juego. 
El 22 de julio de 2020, firmó con el Coosur Real Betis de la Liga ACB.
El 9 de diciembre de 2021, se desvincula del conjunto sevillano tras temporada y media en las que disputó 30 encuentros en las filas verdiblancas.

## Selección nacional
Disputó con las categorías inferiores de la selección de baloncesto de Suecia el Campeonato Europeo Sub-16 División B de 2009 en Portugal, el Campeonato Nórdico de 2010 en Solna, Suecia, el Campeonato Europeo Sub-16 División B de 2010 en Tallin, Estonia, el Campeonato Europeo Sub-18 División B de 2012 en Sarajevo, Bosnia-Herzegovina, el Campeonato Europeo Sub-20 de 2013 en Tallin, Estonia, y el Campeonato Europeo Sub-20 de 2014 en Creta, Grecia.

### Campeonato Europeo Sub-16 División B
En el Campeonato Europeo Sub-16 División B de 2009 donde Suecia quedó en 5.º lugar, jugó 8 partidos con un promedio de 6,4 puntos (52,6 % en tiros de campo, 56,3 % en tiros de 2, 33,3 % en triples y 75 % en tiros libres), 3,6 rebotes, 1 asistencia y 1 tapón en 18,1 min de media.
En el Campeonato Europeo Sub-16 División B de 2010 donde Suecia quedó en 14.º lugar, jugó 7 partidos con un promedio de 17,1 puntos (59,7 % en tiros de campo y 63 % en tiros de 2), 8,3 rebotes, 1,4 asistencias, 1,6 robos de balón y 1,9 tapones en 27,6 min de media. Fue el máximo anotador, reboteador, taponador y el 1º en robos de su selección. 
Finalizó el Campeonato Europeo Sub-16 División B de 2010 como el 8.º máximo anotador, el 13º máximo reboteador, el 7.º en rebotes ofensivos por partido (3,4), el 15º en rebotes defensivos por partido (4,9), el 7º máximo taponador, el 7.º en dobles-dobles (3), tiros de campo anotados por partido (6,6) y tiros libres anotados por partido (4), el 3.º en tiros de 2 anotados por partido (6,6), el 2º mejor % de tiros de campo, el 3.º mejor % de tiros de 2 y el 4º en faltas recibidas por partido (6,1).

### Campeonato Europeo Sub-18 División B
En el Campeonato Europeo Sub-18 División B de 2012 donde Suecia quedó en 14.º lugar, jugó 9 partidos con un promedio de 10,8 puntos, 9,6 rebotes, 2,2 asistencias, 1,1 robos de balón y 1,9 tapones en 25,8 min de media. Fue el máximo reboteador y taponador de su selección. 
Finalizó el Campeonato Europeo Sub-18 División B de 2012 como el 7º máximo reboteador, el 4º en rebotes ofensivos por partido (3,8), el 10º en rebotes defensivos por partido (5,8), el 5º máximo taponador, el 13º en dobles-dobles (2) y el 14º en tiros de 2 anotados por partido (4,3).

### Campeonato Europeo Sub-20
En el Campeonato Europeo Sub-20 de 2013 donde Suecia quedó en 16º lugar, jugó 9 partidos con un promedio de 8,9 puntos, 9 rebotes, 1 asistencia, 1 robo de balón y 2,1 tapones en 25,3 min de media. Fue el máximo reboteador y taponador de su selección. 
Finalizó el Campeonato Europeo Sub-20 de 2013 como el 2º máximo taponador, el 5º máximo reboteador, el 2º en rebotes ofensivos por partido (4) y el 15º en rebotes defensivos por partido (5).
En el Campeonato Europeo Sub-20 de 2014 donde Suecia quedó en 19º lugar, jugó 9 partidos con un promedio de 10 puntos, 7,2 rebotes, 1,7 asistencias, 1,3 robos de balón y 1,1 tapones en 27,4 min de media. Fue el máximo reboteador y taponador de su selección. 
Finalizó el Campeonato Europeo Sub-20 de 2014 como el 13º máximo reboteador, el 3º en rebotes ofensivos por partido (3,2), el 11º máximo taponador, el 17º en robos de balón, el 9º en dobles-dobles (2) y el 14º en tiros de 2 anotados por partido (4).